# Ludwig Stumpf
Ludwig Stumpf (* 14. September 1846 in München; † 9. Dezember 1923 in Bad Wiessee) war ein deutscher Arzt und Fachautor.

## Leben
Ludwig Stumpf war der Sohn des Joseph Stumpf, Offiziant am königlichen Hauptmünz- und Stempelamt, und älterer Bruder des Gynäkologen Max Stumpf. Von 1865 bis 1870 war er an der Ludwig-Maximilians-Universität München im Fach Medizin eingeschrieben – Lehrer u. a. Anton Kranz (1799–1883) – und promovierte zum Dr. med. 1873 gehörte er mit Franz Xaver Braun und Leopold Graf zu den Gründungsmitgliedern des „Rechtsschutzvereins Münchener Ärzte“.
Nach kurzer Tätigkeit 1870 im Münchner Kriegslazarett Neuberghausen eröffnete er als praktischer Arzt eine Praxis für Geburtshilfe in München. Mit dem 1. Januar 1885 wurde er als Nachfolger von Anton Kranz zum Zentralimpfarzt im Rang eines Bezirksarztes I. Klasse bestellt. 1896 erhielt er Titel und Rang eines Medizinalrats. Als solcher trat er 1913 auf eigenen Antrag wegen fachlicher Anfeindungen in den Ruhestand und zog sich in sein Landhaus in Tegernsee zurück. Nach Kriegsausbruch war er noch vertretungsweise im örtlichen Krankenhaus tätig. Er starb im Alter von 77 Jahren in seinem Landhaus in Tegernsee.
Stumpfs amtliche Tätigkeit bestand in der Organisation und Überwachung der öffentlichen Impfungen in München und vor allem, nach der Verordnung des Pockenimpfschutzes mittels „Tierlymphe“, in der – derzeit noch nicht allgemein anerkannten – Gewinnung dieses Impfstoffes durch „Retrovakzine“, die Verschickung an die Amtsärzte, deren Berichte zu bearbeiten und zu Jahresberichten zusammenzufügen. Seit 1889 verfügte Stumpf über eine Impfanstalt mit Stallungen und Laboratorium, die 1905 in eine neu erbaute Anlage überführt wurde.
Neben der  Erstellung der Jahresberichte der Impfanstalt hielt Stumpf Vorträge und veröffentlichte Beiträge über das Krankenkassenwesen und die Säuglingsfürsorge sowie zur Aufklärung und Durchführung von Pocken-Schutzimpfungen, deren Ergebnisse und Impfschäden.
1875 heiratete Ludwig Stumpf Luise Karoline Hermine Maria Anna Pohle, Bürgermeisterstochter aus Schwerin (1847–1893). Aus dieser Ehe gingen zwei Töchter hervor, Karoline (1876–1946), Pianistin und Ehefrau von Paul Klee, und Marianne (* 1877). Nach dem Tod der Gattin ging er mit Maria Schneider aus München eine zweite Ehe ein.

## Schriften (Auswahl)
- Kleine medicinische Abhandlungen, aus dem Münchener medicinischen Wochenblatt besonders abgedruckt: (in einer Mappe). J. A. Finsterlin, später: J. F. Lehmann, München 1886–1899.

enthält:
(1) Rückblick auf das Krankencassenwesen zu München im abgelaufenen Jahre (Nr. 1, 1886)
(2) Ärztliche Rückblicke auf die letzte Reichstagssession (Nr. 30, 1886)
(3) Die Abgabe von Thierlymphe an die Amtsärzte (Nr. 10, 1889)
(4) Der 16. deutsche Ärztetag zu Bonn (Nr. 39 und 40, 1888)
(5) Der 17. deutsche Ärztetag zu Braunschweig (Nr. 27, 1889)
(6) Der 18. deutsche Ärztetag zu München (Nr. 26 und 27, 1890)
(7) Über Züchtung von Thierlymphe (Nr. 5, 1898)